# اسکنبیل ظریف
اسکنبیل ظریف (نام علمی: Calligonum elegans) نام یک گونه از سرده اسکنبیل است.